# Упорядкування-зневпорядкування
Упорядкування-зневпорядкування — перетворення, яке відбувається в деяких твердих розчинах заміщення і полягає у переході від невпорядкованого до упорядкованого розташування атомів розчиненого елемента в кристалічній ґратці розчинника, і навпаки. Вперше ефект від цього перетворення зафіксували у 1914 році М. Курнаков і С.Жемчужний при дослідженні електропровідності сплавів міді із золотом: унаслідок упорядкування сплави з 25 % та 50 % Au зменшували свій електричний опір у кілька разів.

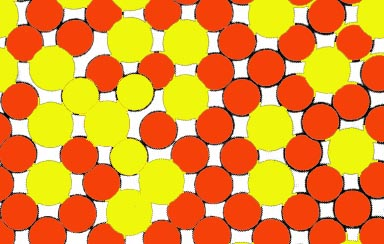
Схема невпорядкованого твердого розчину заміщення

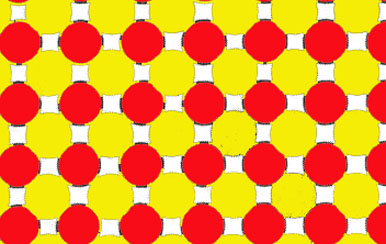
Схема упорядкованого твердого розчину заміщення

У більшості твердих розчинів заміщення розташування атомів розчиненого елемента (В) у вузлах кристалічної ґратки розчинника (А) є припадковим, невпорядкованим. Одним із значимих чинників (термодинамічний), який може впливати на взаємне розташування атомів, є співвідношення між енергіями міжатомних зв'язків ідентичних атомів (ЕА-А і ЕВ-В) і відмінних атомів (ЕА-В).
Коли
E(A-B)=(E(A-A)-E(B-B))/2,
то жоден із зв'язків не має істотної преференції над іншими і твердий розчин буде перебувати у невпорядкованому стані.
Коли
E(A-B)<(E(A-A)-E(B-B))/2,
виникне тенденція до дифузійного упорядкування так, щоб атом був оточений атомами іншого елемента. Тоді упорядковане розташування атомів зменшуватиме вільну енергію твердого розчину порівняно з невпорядкованим розташуванням.
Дифузійні процеси в твердому стані відбуваються з малою швидкістю, тому для формування впорядкованого твердого розчину потрібні або дуже повільне охолодження. або тривалий відпал за температур, нижчих за температуру упорядкування Тс (температуру Курнакова) для даного сплаву.
Зазвичай після впорядкування тип ґратки твердого розчину зберігається, а періоди ґратки змінюються.
Процес упорядкування може бути повним, коли всі атоми займають визначені місця в ґратці впорядкованого твердого розчину, і неповним, коли лише частина атомів займає визначені місця в ґратці, а частина атомів розташовується хаотично.
Тверді розчини заміщення з упорядкованим розташуванням атомів розчинника і розчиненого елемента називають надструктурами.

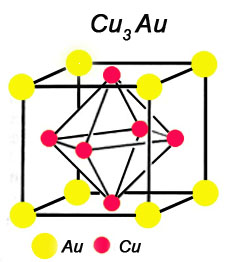
Схема елементарної комірки надструктури Cu_{3}Au

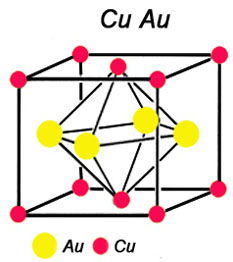
Схема елементарної комірки надструктури CuAu

Зазвичай упорядкування відбувається в твердих розчинах, склад яких відповідає простому стехіометричному співвідношенню кількості атомів А і В (1:1, 1:3, 3:1). Приклади надструктур:
АВ (50 % ат. А): CuAu, AgPt, FeCo, NiSn, CuZn (β-фаза в латуні);
А3В (75 % ат. А): Cu3Au, Ni3Al, Pt3Ag, Co3W.
Упорядкування змінює фізико-механічні властивості твердих розчинів, зокрема, збільшує їх міцність, твердість і зменшує пластичність, електричний опір.
Перетворення упорядкування-зневпорядкування є зворотним. При нагріванні надструктур зменшується ступінь упорядкування, так як теплове збудження атомів сприяє зневпорядкуванню. Перехід упорядкованого розчину в невпорядкований може спостерігатися не тільки за нагрівання, але і через зміну складу. У разі малих відхилень від стехіометричного складу відбувається часткове зневпорядкування, а за більших — повне, оскільки надлишкові атоми одного з компонентів займають чужі вузли. Таке зневпорядкування називають концентраційним. Упорядковане розташування атомів може також порушуватися і через пластичну деформацію.